# 卡維 (芬蘭)

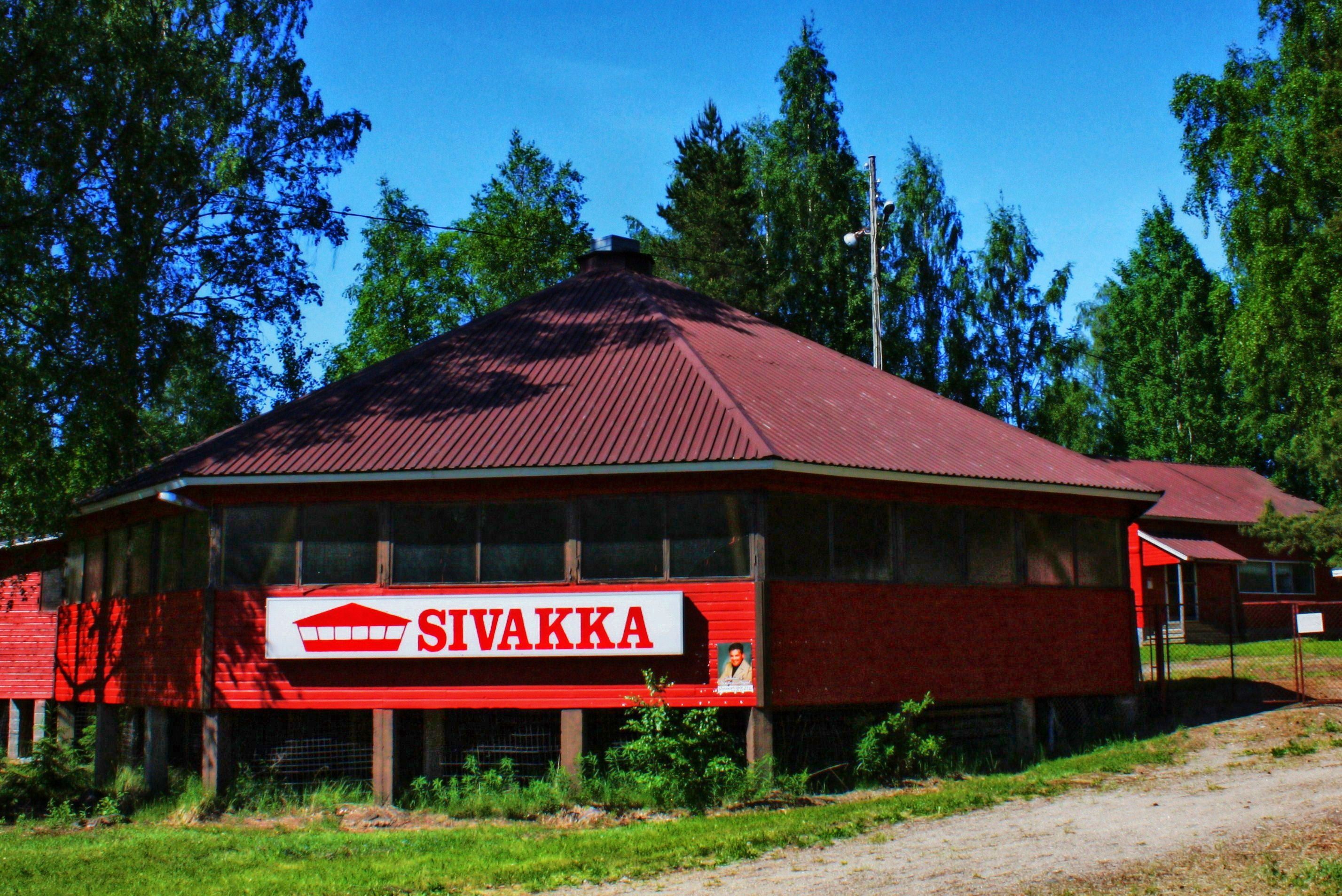
夏季舞台

卡維（芬蘭語：Kaavi）是芬蘭北薩沃尼亞區的市鎮，位於該國東部，距離首都赫爾辛基約450公里，始建於1875年，面積790平方公里，2013年人口3,337，人口密度為每平方公里4.95人。

## 外部連結
- 卡維市镇官方网站 （页面存档备份，存于） （文） （英文）